# Steinkreise von Knocknaneirk
 Die Steinkreise von Knocknaneirk 1 + 2 (auch Nord/Nordost und Süd/Südwest genannt) liegen in einem weiten Tal am Hornhill im Townland Knocknaneirk (irisch Cnoc na nAdharc, „Hügel der Hörner“) bei Cookstown im County Cork in Irland.
Der nördliche der beiden ist ein fünfsteiniger Kreis (englisch Five-stone Circle) von etwa 5,0 m Durchmesser, dessen größere Steine etwa 1,6 Meter hoch sind. Ein Stein hat Schälchen in der Oberseite und nicht deutbare axtförmige Eintiefungen auf seiner Flanke. Der altarförmig „Liegende“ ist etwa 1,5 m lang und 1,1 m hoch. 

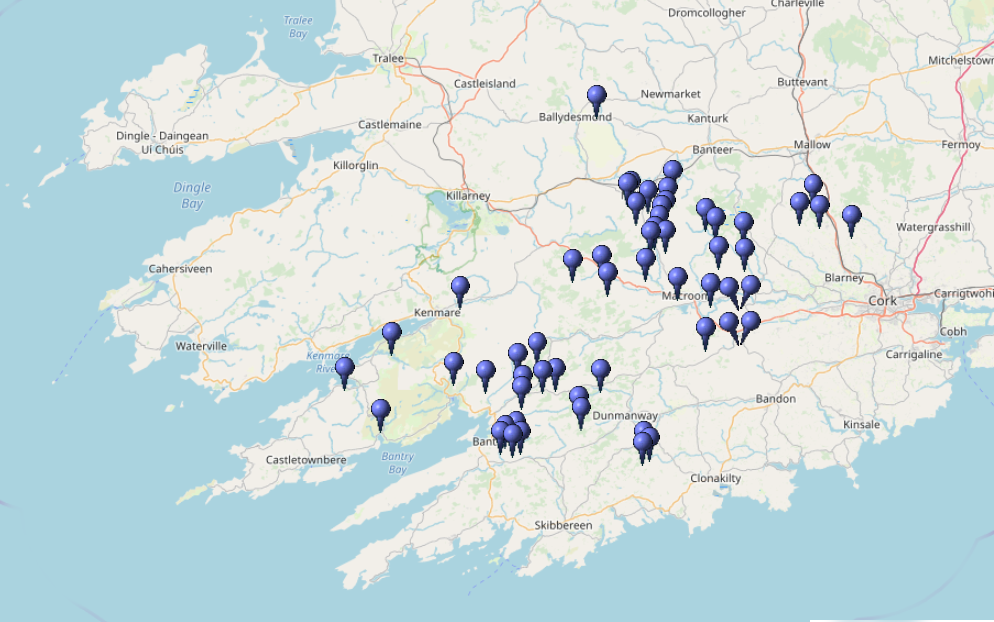
Fünfsteinige Kreise

Der südliche ist ein multipler Kreis (nach Seán Ó Nualláin auch Axial Stone Circle – axialer Steinkreis (ASC) - genannt) der aus sieben erhaltenen Steinen besteht. Den Leerräumen nach zu urteilen fehlen vier Steine. Die drei Steine der Westseite haben Höhen von 0,8 bis 1 m. Die beiden Nordoststeine sind etwa 1,7 m hoch, der Südoststein ist etwa 1,5 m hoch. Derjenige, der wie der Liegende aussieht, ist 1,5 m hoch und 1,7 m breit und liegt auf der Südwestseite des Kreises. Der Durchmesser des Kreises beträgt etwa 9,0 m. 

## Kennzeichen
Die multiplen Kreise sind symmetrisch so arrangiert, dass der so genannte „axiale“ oder „liegende“ Stein direkt gegenüber zwei Steinen liegt, die normalerweise die höchsten im Kreis sind und einen Zugang markieren. Typisch, aber nicht durchgängig ist, dass sich die Höhe der Steine im Kreis in Richtung zum axialen Stein reduziert. Er liegt konstant im südwestlichen Sektor.